# صقل (نسيج)
الصقل أو الكلندرة أو التمليس (بالإنجليزية: Calendering)‏ هي عملية إنهاء تطبق على المنسوجات أو الورق أو الرقائق البلاستيكية، بهدف جعل سطحها ناعمًا وأملسًا ورقيقًا.
والصقل هو معالجة الأقمشة بالعرض المفتوح باستخدام أسطوانات ضاغطة تؤثر على مظهر سطح القماش، وكثافة الثقوب فيه، ونعومته ولمعانه، وملمسه، ويمكن أيضا إظهار رسومات محددة عليه. تجرى هذه العملية على الأقمشة المصنوعة من الألياف السليولوزية والبروتينية والاصطناعية. 
كان أصل هذه العملية هو الكي المستمر للأقمشة قبل إرسالها إلى الزبون. فكانت الأقمشة تمرر بين أسطوانة معدنية ساخنة وأسطوانة مطاطية تضغط ضغطُا قويُا على الأسطوانة المعدنية.

## مبدأ العملية
مبدأ العملية هو وجود أسطوانتين على الأقل، الأولى فولاذية، ذات سطح مشحوذ أو مصقول أو مطلي بالكروم أو النيكل أو مُحفّر. وتسخن هذه الأسطوانة بالغاز أو البخار أو الكهرباء. والثانية تكون من مادة تتصف بالرجوعية، وقد تكون أكثر من أسطوانة. تغطى الأسطوانة الثانية بمادة مرنة نسبيًا، مثل القطن، لمقاومته الحرارة العالية، ويعطي سطحًا أقسى ولمعانًا أكبر، ولكنه عندما يتشوه لسبب ما فمن الصعب إصلاحه. أو الصوف الذي يعطي سطحًا أكثر رجوعية، أي أنه أكثر تسامحًا عند تشغيل الأقمشة الأخشن وتشوه السطح يمكن إصلاحه، أو الجوت، أو مواد لدائنية مثل البولي أميد وعديد إيثان اليوريا.

## تأثيرات عملية الصقل
1. إنقاص سماكة القماش.
2. رص بنية النسيج، وتعديل مسامية النسيج.
3. تغيير في الملس، تأثير التطرية، تأثير التيبس.
4. تغير في المظهر، التأثير على اللمعان.

## التزجيج
الفرق الأساسي بين الصقل والتزجيج (بالإنجليزية: Glazing)‏، بغض النظر عن أن الآلة تكون أكبر وأثقل، أن الآلة تكون مزودة بنظام مسننات تدير الأسطوانة المعدنية الناعمة بسرعة أكبر من أسطوانة الصقل الطرية. وتتفاوت السرعة المحيطية للأسطوانتين وتصل حتى ثلاثة أضعاف، وتكون الأسطوانة المعدنية هي الأسرع حيث يلتصق القماش الداخل إلى منطقة العمل بأسطوانة الصقل، فتسبب الأسطوانة المعدنية السريعة بتزجج سطح النسيج والحصول على سطح لامع جدًا.
وبعض النظر عن تأثير اللمعان، فإن النسيج يصبح رقيقًا، ورقي الملمس. الأسطوانة المعدنية تكون مطلية بالكروم وملمعة جيدًا.

## عملية شرينر أو عملية التقليد
عملية شرينر (بالإنجليزية: Schreiner Calenders)‏، تعطي قماشًا لامعًا جدًا، ويطبق خصوصًا على البطانات. وتقوم العملية على أسطوانة فولاذية علوية محززة وأسطوانة سفلية مرنة من الورق أو القطن. تحتوي الأسطوانة المحززة على عدد من الحزوز تتراوح بين 8 إلى 22 حزًا في 1 ملم، تميل بزاوية معينة. وبتضافر تسيخن الأسطوانة المعدنية، 100-200°م، وفقًا لنوعية المادة النسيجية، والضغط ينتج لمعان حريري على أقمشة القطن الرطبة.
موضع الحزوز وميلها مهم جدًا ويجب أن يتوافق مع اتجاه برم خيوط السدى واللحمة. فإذا كانت الخيوط مبرومة وفق S أو Z فيجب على الخطوط أن تميل إلى اليسار أو اليمين.

## التبريز
التبريز (بالإنجليزية: Embossing)‏ هو طباعة نماذج معينة على سطوح النسيج الناعم، تحت تأثير الضغط العالي ودرجات الحرارة العالية باستخدام أسطوانة التبريز. وأسطوانة التبريز مكونة عادة من أسطوانتين، أسطوانة فولاذية علوية مسخّنة، تحمل نقوشًا ونماذج بارزة، والأسطوانة السفلية تكون مرنة من القطن أو الورق وذات سطح يتقبل النموذج البارز. يبلغ محيطها ضعف محيط الاسطوانة المعدنية. وهناك نظام من المسننات يضمن تناسق حركة الأسطوانات، بحيث يكون للأسطوانتين السرعة المحيطية ذاتها، وتجنب الانزلاق ليعطي ضغطًا دقيقًا للنموذج البارز.
أسطوانات التبريز غالية جدًا، وعملية التبريز بطيئة جدًا.

### مواريه Morié

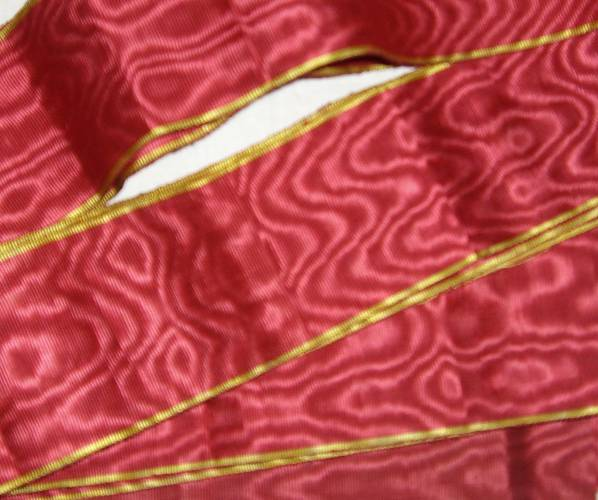
شريط ذو تأثير مواريه

هناك عملية تبريز لها أسماء أخرى بحسب التأثير الذي تسببه، منها مواريه، بمعنى التمويج. ينجز باستخدام أسطوانة مموجة. والمواريه هو تأثير بصري ينتج عندما يتعرض القماش المحكم النسج ذو الخيوط الدقيقة جدًا إلى ضغط سطحي يسبب تشوه البنية النسجية نتيجة حركة الخيوط أو انضغاطها. ولا يمكن أن ينتج هذا التأثير إذا لم تكن الألياف المعالجة قادرة على التشوه، فألياف الصوف التي تتصف بالمرونة الجيدة ستعود إلى وضعها الأولي بعد مرورها من اسطوانات المواريه.

### كريب Crêping
الكريب أي المغضن، ويجب التمييز بين نوعين من الكريب. الأول هو الكريب الحقيقي وينتج عن استخدام خيوط الكريب لتكوين النسيج. وتنكمش خيوط  الكريب المبرومة برمًا زائدًا نتيجة الانتفاخ في الحالة الرطبة والساخنة. يكون التغضن في اتجاه واحد على الأقل، وتتناوب خيوط الكريب المبرومة S وZ وتكون خيوط الحدف أكثر من خيوط السدى. النوع الثاني يتطلب خبرة كبيرة. وتلعب الأخاديد على أسطوانة التبريز، وتركيز الصودا الكاوية، ودرجة حرارة حوض التجعيد دورًا كبيرًا في نجاح العملية.